# Повесть о Ханг Туахе
Повесть о Ханг Ту́ахе (малайск. Hikayat Hang Tuah) — письменный героико-исторический эпос малайцев (хикаят), созданный в Джохоре, вероятно в 80 — 90-е XVII века.

## Содержание

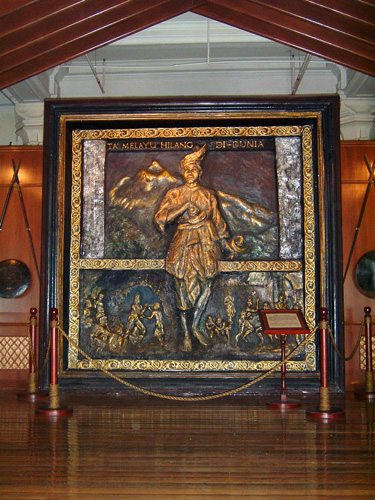
Бронзовое панно с изображением Ханг Туаха. Национальный музей Малайзии (Куала-Лумпур)

В нём художественно претворена биография малаккского флотоводца XV века Ханг Туаха. Этический пафос произведения — беспредельная преданность Ханг Туаха султану (не чуждому слабости и вероломства), которая, по малайским представлениям, обеспечивает процветание и порядок в стране. 

## Изучение
Хикаят был хорошо известен в Брунее и породил ряд подражаний.
Рукопись (список 1713 года) хранится в Национальной библиотеке Малайзии и внесена в число объектов национального наследия Малайзии.
В 2001 году памятник включён в реестр документального наследия ООН "Память мира".
Публикатором эпоса на современном малайском языке и его исследователем является Кассим Ахмад.
На русский язык переведён Борисом Борисовичем Парникелем.
Английский вариант хикаята появился в 2010 году в переводе Мухаммада Хаджи Саллеха.